# Vöcklabruck
Vöcklabruck este capitala districtului cu același nume din Austria Superioară (Hausruckviertel). Orașul este situat în centrul regiunii Alpenvorland pe malul râului Vöckla, la altitudinea de 433 m deasupra n.m.. Vöcklabruck este o localitate turistică, datorită amplasării în apropierea lacurilor Attersee, Mondsee, Traunsee din regiunea Salzkammergut.
La recensământul din 2001 orașul avea 126.599 locuitori.

## Personalități
- Leonhard Schiemer⁠(de)[traduceți] (d. 1528), poet anabaptist executat din motive religioase
- Vera  (n. 1986), cântăreață